# Sabelle Diatta
Sabelle Diatta (Dakar, 1971) is achtvoudig nationaal Senegalese wielerkampioene, vredesactiviste en rolmodel voor vrouwelijke sporters in Afrika.

## Levensloop
Diatta werd geboren in Dakar en groeide op zonder ouders bij haar grootmoeder in Sindone in de regio Casamance in Zuid-Senegal. Na haar lagere school verhuisde ze naar de zus van haar grootmoeder zodat ze kon studeren aan het college Amical Cabral in Ziguinchor en leerde er Spaans, Frans en Engels. Nadat ze als beloning voor goede schoolresultaten een fiets kreeg van haar vader en zich aansloot bij een mannelijke wielertoeristenclub startte haar sportcarrière. Diatta werd acht keer op rij nationaal wielerkampioene van Senegal, een eerste keer in 1992. In haar wielercarrière won ze zeventig wielerkoersen.
Ze woont sinds 2000 in Koksijde in West-Vlaanderen, waar ze in 2012 haar man leerde kennen. Haar politieke loopbaan startte in 2018 als kandidaat op de Lijst Burgemeester. In 2019 behaalde ze haar diploma van verpleegster en ging aan de slag in het Koningin Elisabeth Instituut (KEI) in Oostduinkerke. In 2021 werd Diatta gemeenteraadslid in Koksijde voor Lijst Burgemeester. Ze nam het initiatief voor de aanleg van de BMX-piste. Voor de gemeenteraadsverkiezingen 2024 stond ze op de lijst van Team 8670.

## Sociaal engagement
In 1992 organiseerde ze de allereerste Caravane pour la Paix, een wielertocht tussen Ziguinchor en Dakar, tegen de burgeroorlog en in het teken van de verzoening tussen Noord- en Zuid Senegal. De vredeskaravaan bestond uit vier etappes van in totaal 650 km en werd onder andere gesponsord door Sabena.
Diatta is de bezielster van het in 2014 opgerichte sociaal project SOS Casamance, dat bij voorkeur vrouwen, jeugd, ouderen en minderbedeelden steunt.
In 2022 organiseerde Diatta het fietsevenement De grenzen van Vlaanderen ten voordele van Think-Pink tegen borstkanker.

## Wetenswaardigheden
Op 5 april 2025 werd Diatta verrast in het televisieprogramma De Droomfabriek, waardoor ze in het museum KOERS een eigen tentoonstelling kreeg, en op de wielerpiste Eddy Merckx als eerste het Belgisch record 1000 meter met stilstaande start vestigde.